# 塞利斯贝格隧道
塞利斯贝格隧道是瑞士的一座穿山隧道，承载瑞士A2高速公路穿过下瓦爾登州和烏里州的边界，双洞四车道，左洞长9292米，右洞长9250米，1971年开工，1980年通车。

## 图集

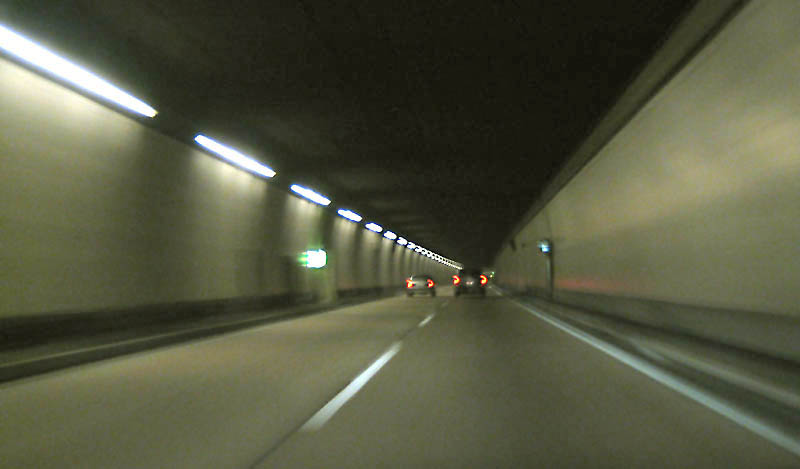
塞利斯贝格隧道内景，2006年